# Maruggio
Maruggio község (comune) Olaszország Puglia régiójában, Taranto megyében.

## Fekvése
A község a Tarantói-öböl és a Murgia közötti keskeny partmenti síkságon áll.

## Története
A települést a 10. század második felében alapították a tengerparti területekről, a szaracén kalóztámadások elől menekülő lakosok. Neve valószínűleg a latin marubium szóból ered, mely egy helyi gyógynövény megnevezése. A 15. században a máltai lovagrend szerezte meg. 1806-ban vált önálló településsé, amikor a Nápolyi Királyságban eltörölték a feudalizmust.

## Népessége
A népesség számának alakulása: